# Xã Royal, Quận Ford, Kansas
Xã Royal (tiếng Anh: Royal Township) là một xã thuộc quận Ford, tiểu bang Kansas, Hoa Kỳ. Năm 2010, dân số của xã này là 207 người.